# Jeppe Brandrup
Jeppe Brandrup (født 3. juni 1985) er en dansk fodboldspiller, der det meste af sin karriere har spillet for Lyngby Boldklub.

## Klubkarriere
Han blev kontraktspiller i KB fra 1. års yngling og var med til at vinde to ungdoms danmarksmesterskaber som ynglinge i (KB) og junior i (B93) (i begge af tilfældene som anfører) 
Som seniorspiller kom Brandrup i truppen hos FC København, men efter to sæsoner uden ret meget spilletid skiftede han i 2007 til Randers FC. Her var han to sæsoner, idet han dog i 2008-09 var udlejet til Silkeborg IF.
Opholdet i Jylland var ikke så succesrigt for Brandrup, der i sommeren 2009 skiftede til Lyngby Boldklub,  hvor han efter mere end 200 kampe havde kontraktudløb i sommeren 2018, hvorefter han forlod Lyngby BK.

## Landshold
Jeppe Brandrup var som ung et stort talent og spillede 31 kampe på forskellige ungdomslandshold.